# HMS Renown (S26)
Pour les autres navires du même nom, voir HMS Renown.
Le HMS Renown (pennant number : S26) est un sous-marin nucléaire lanceur d'engins de classe Resolution de la Royal Navy. Construit par Cammell Laird et lancé le 25 février 1967, il a été désarmé en 1996.

## Conception
Le HMS Renown était le troisième sous-marin lanceur de missiles balistiques de classe Resolution de la Royal Navy. Il avait une longueur hors-tout de 129,5 m, et de 109,7 m entre perpendiculaires, avec une largeur de 10,1 m et un tirant d'eau de 9,1 m.

## Engagements
Le Renown, comme les autres sous-marins de la classe Resolution, a été commandé le 8 mai 1963. Sa quille a été posée au chantier naval Cammell Laird à Birkenhead le 25 juin 1964. La construction a été plus lente que prévu, en raison des piètres performances de Cammell Laird et de sa main-d’œuvre, ce qui a retardé l’achèvement du Renown et de son sister-ship le Revenge. En 1966, il a été découvert qu’en raison d’une interprétation laxiste des plans, le compartiment de stockage des torpilles du Renown différait en longueur de 1 pouce (2,5 cm) de celui du navire de tête de la classe, le Resolution. En novembre de la même année, des morceaux de métal cassés ont été trouvés dans les circuits de refroidissement primaires du sous-marin. Leur élimination a retardé la construction de deux mois. Le Renown a été lancé le 25 février 1967 par Mme Edna Healey, l’épouse de Denis Healey, le secrétaire d'État à la Défense,. En octobre 1967, le Revenge avait six mois de retard sur le programme, et le ministère de la Défense envisageait de remorquer le Renown et le Revenge inachevés à Barrow-in-Furness pour y être achevés par Vickers-Armstrongs. Il a été officiellement mis en service le 15 novembre 1968,.
En février 1969, le Renown a heurté l’entrée d’un quai en quittant le chantier Cammell Laird pour des essais en mer. Le 13 octobre 1969, en mer d'Irlande, il est entré en collision avec un navire marchand, le MV Moyle. Lors de la cour martiale qui a suivi, le commandant du Renown a été reconnu coupable d’avoir mis en danger son sous-marin, et il a été relevé de son commandement. Le Renown est finalement devenu opérationnel en novembre 1969.
En 1974, le Renown a subi des dommages structurels lorsqu’il a heurté le fond marin lors d’essais en mer au large de l’Écosse.
Au début de l’année 1982, le Renown a effectué des tirs d’essai du Chevaline, qui était une modification des missiles Polaris pour leur permettre de pénétrer les défenses antimissile balistique soviétiques. Le Chevaline était pleinement opérationnel à la fin de cette année.
Dans les années 1990, la classe Resolution vieillissante devenait difficile à exploiter pour la Royal Navy, souffrant d’un nombre croissant de dysfonctionnements, et le Renown a été contraint en 1995 de rester amarré à la base navale de Faslane en raison de pannes, avant d’être mis hors service le 24 février 1996.